# Sostrata caerulans
Sostrata caerulans is een vlinder uit de familie van de dikkopjes (Hesperiidae). De wetenschappelijke naam van de soort is voor het eerst gepubliceerd in 1916 door Paul Mabille en Eugène Boullet.
De soort komt voor in Bolivia en Peru.